# Port Augusta
Port Augusta Dél-Ausztrália hetedik legnépesebb városa. A mintegy 320 kilométer hosszú Spencer-öböl legvégén található természetes kikötő. A várost 1852 május 24-én alapították, jövőbeni kikötő céljára. Nevét Dél-Ausztrália akkori kormányzójának felesége, Augusta Sophia után kapta. Lakossága 13257 fő 2006-ban. Éghajlata sivatagi. A várost úgy is nevezik, hogy „Ausztrália keresztútja” és az „Outback kapuja”.

## Földrajza
A város az óceántól a kontinens belseje felé húzódó Spencer-öböl legvégén található. Az öböl itt már csak 300 – 400 méter széles, szinte folyószerű, de tengervizet tartalmaz. A város után 9 kilométerrel mint öböl véget is ér, egy többnyire kiszáradt, időszakos folyóban folytatódik. A város az öböl két oldalán helyezkedik el. A legközelebbi település a várossal szinte egybenőtt Stirling North, néhány kilométerre délkeletre. További közeli települések Whyalla az öböl nyugati, Port Pirie a keleti oldalán, kb. 70 kilométerre a várostól. Az állam fővárosa, Adelaide kb. 320 kilométerre fekszik, déli-délkeleti irányban.
A várostól kb. 15-20 kilométerre keletre érni el az igen hosszú, észak-déli irányban húzódó, erősen lepusztult Flinders-hegységet (Flinders Ranges). A hegység területén lévő két legközelebbi város Quorn és Wilmington. A várostól északra kezdődő, szinte lakatlan sivatagos táj már az ausztrál Outback része.

## Népesség
| Lakosok száma | 13 874 | 13 504 | 14 214 | 6562 | 12 788 |
|               | 2006   | 2011   | 2015   | 2016 | 2021   |

## Látványosságok

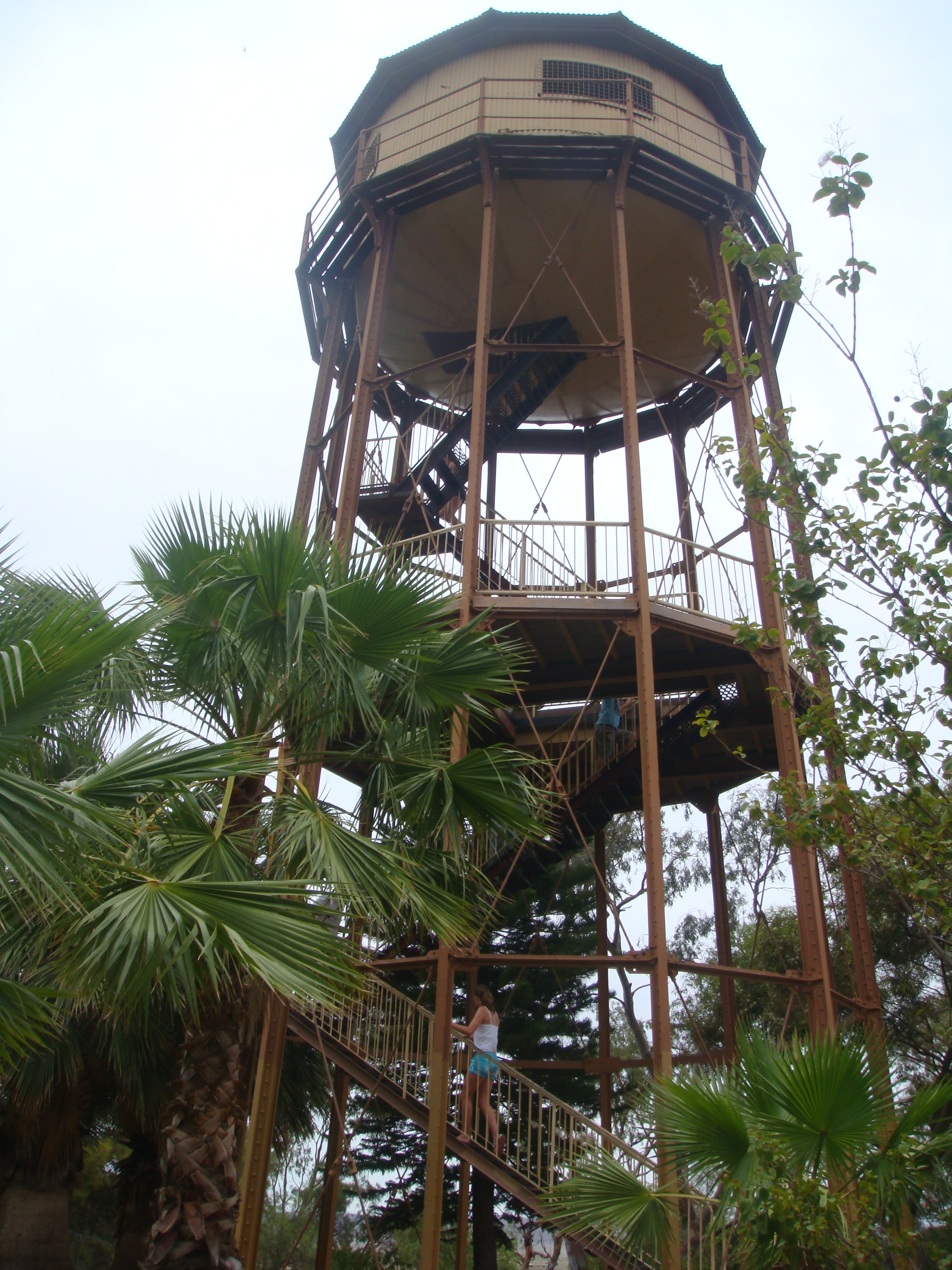
Az egykori víztorony, ma kilátó

Port Augusta alapvetően modern jellegű, alacsony építésű kisváros, de tartogat néhány érdekességet, néhány jellegzetesen ausztrál stílusú épületet, valamint a kiindulópontja a Flinders Ranges hegységbe és a sivatagba vezető utaknak, a Pichi Richi Railway múzeumvasútnak.
A kb. 400 x 500 méteres belváros közepén egy kisebb park található, a Gladstone Square, benne a Solders Memorial Rotunda. Érdekes épület az 1882-ben épült St. Augustine templom, az 1885-ben épült presbiteriánus és unitárius templom. Utóbbi csak igen kevéssé emlékeztet templomépületre. A gyarmati időkre emlékeztető, 19. század végi épület a ma galériaként működő Waterworks, valamint a bíróság és a régi városháza. Fontos építészeti emlék még a már nem használatos, 19. század végén épült régi vasútállomás és a S.A. Brewery sörgyár, melynek épülete ma bevásárlócentrum.
A város legrégebbi szállodája a 19. század második felében épült, jellegzetesen ausztrál stílusú Flinders Hotel.
A városban működik a hat díjat nyert Wadlata Outback Centre, mely az Outbacket és annak múltját bemutató, látványos interaktív múzeum (Tunnel of Time), információs központ és aboriginal ajándékbolt egyben. Az egyébként modern, alacsony építésű, kisvárosias hangulatú belvárosban több kisebb bevásárlócentrum, üzletek, galériák, vendéglátóhelyek működnek. A belváros vízparti részén egy 350 méteres, fából készült, emelt szintű vízparti sétány van padokkal.
A nyugat felé tartó, már nem használt régi híd fontos műszaki  emlék. Északkeleti hídfőjénél egy régi, homokba temetődött bárka ronccsa látható. A régi mellett álló, nem túl látványos új híd délkeleti lábánál egy kisebb móló, valamint a vízbe veszett  úszók emlékparkja van.
Az öböl másik oldalán, West Augusta városrészben áll a régi, kilátóként működtetett víztorony. Közvetlenül a város északi határában, a Stuart Highway mellett található a sivatag növényzetét bemutató Australian Arid Lands Botanic Garden botanikus kert, mely évi százezer látogatót fogad. Port Augusta West városrésztól északra az öböl mentén magaspart húzódik, a Red Cliffs (vörös sziklák). Legszebb részén található a kiépített Matthew Flinders kilátópont, mely a botanikus kert irányából közelíthető meg. Innen északra két vasúti híd látható (lásd lejjebb). A kettő között a régi sótelep mellett a vízparton egy régi, időközben teljesen szétkorhadt hatalmas bárka még álló fara és kormánylapátja látható. A távolabbi vasúti híd mellett meghagyták a régi hidat is, mint közlekedési emléket.
Különleges közlekedési látványosságnak számítanak a közel három kilométer hosszú szénszállító vonatok, valamint városon át a sivatag felé tartó The Ghan és Indian Pacific személyszállító vonatok.
A városban egy nagyobb és több kisebb sportpálya, lóversenypálya, golf klub található, egy mozi van. A vízpart jellegénél fogva csak kevéssé alkalmas fürdőzésre. Több, kisebb szálloda és motel található, a nálunk megszokottnál magasabb árfekvésben.
A város környékének természeti látványosságai a Flinders Ranges hegység, az ott található Dutchmans  Stern csúcs és Pichi Richi Pass hágó, délre a Mount Remarkable National Park nemzeti park. A várostól északra, a Stuart Highway út mentén, nyugati irányban látható egy asztallap szerű kisebb hegy.

## A város közlekedése

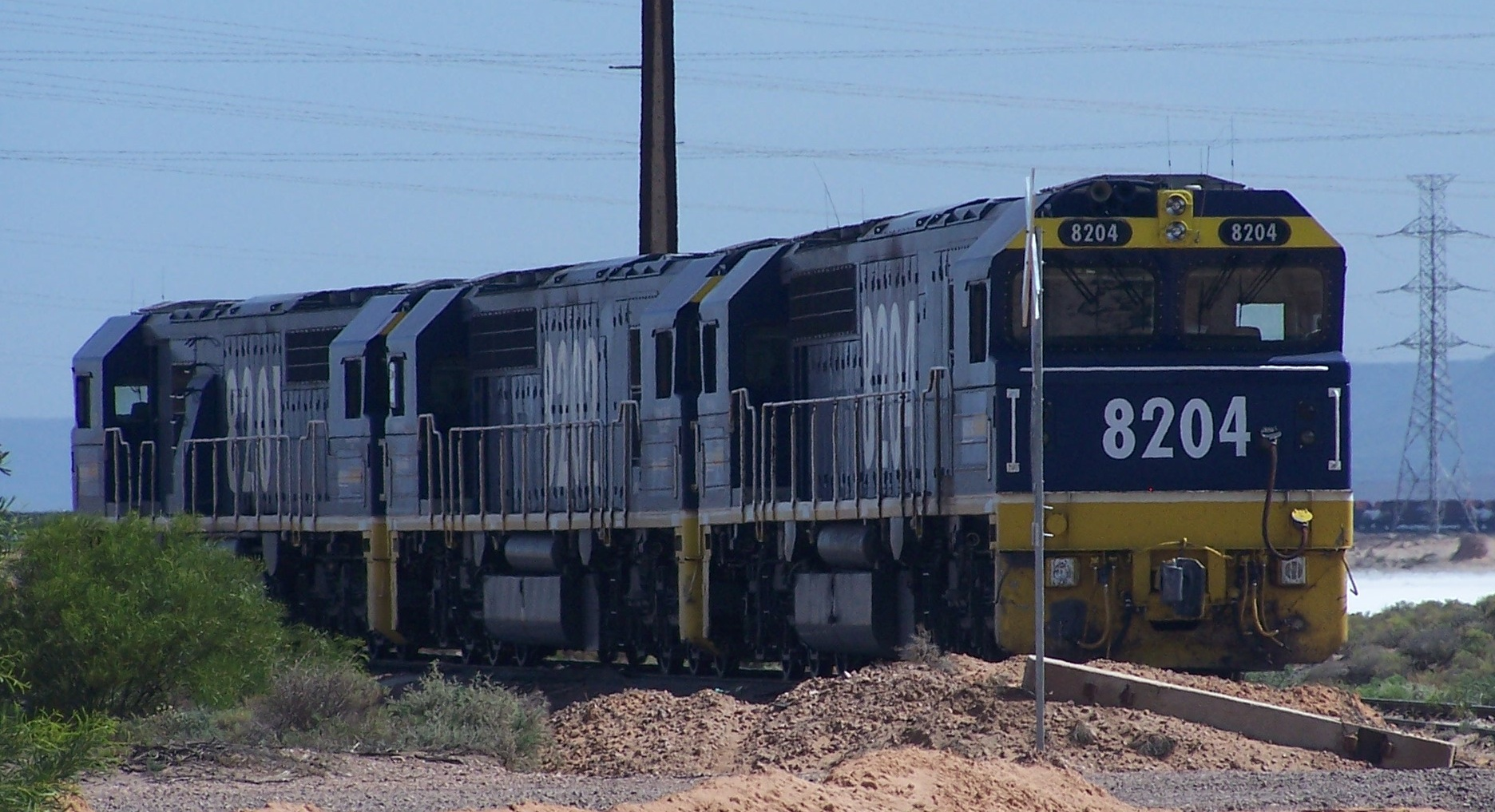
161 vagonból álló, közel három kilométeres szénszállító szerelvényt húzó három összekapcsolt dízelmozdony

A város két részét (Port Augusta és Port Augusta West) az ott már csak 300 méter szélességű Spencer Gulf öböl vágja ketté. Noha a városban nagy kikötői tevékenység sosem nem folyt, igen fontos közlekedési csomópont lett. Mára a vízi közlekedés gyakorlatilag megszűnt. A két városrészt a Great Western Bridge köti össze, mely egyben az észak felé tartó Stuart Highway és a nyugat felé tartó Eyre Highway elérését is szolgálja. A híd mellett mint történeti emléket, meghagyták a régi hidat is.
A menetrendszerű helyi, vagy távolsági tömegközlekedés járatainak iránya és gyakorisága jóval kisebb, mint az Európában megszokott. A közlekedés alapját a személyautó, távolabbi helyek felé a 4x4 hajtású terepjáró jelenti.

### Vasúti közlekedés
Egyetlen kisebb vasútállomás van a belvárostól pár perc gyalogútra, de a személyszállító vasúti közlekedés napjainkban elenyésző. Fő turistaszezonban heti kétszer, egyébként heti egyszer indul Perth illetve Adelaide, Broken Hill és Sydney irányába a főként turisták által használt Indian–Pacific vonat, ami az egyetlen járat, mely a Csendes-óceán és az Indiai-óceán között végig közlekedik. A másik személyszállító vonat szintén heti egy, illetve két alkalommal jár, ez az Adelaide és Darwin között közlekedő The Ghan, ami a világ leghosszabb észak–déli irányú vasútvonala. A harmadik járat a kifejezetten turisták számára meghagyott 40 kilométeres Pichi Richi Railway múzeumvasút.
A város vasúti közlekedésének jóval nagyobb a múltja, mint a jelene. Innen indult északi irányba a sivatagon át Marree, Oodnadatta, később Alice Springs felé a régi legendás The Ghan vonat, mely új pályára helyezve Adelaide és Darwin között közlekedve ma is átmegy a városon. A The Ghan vasutat két alkalommal is új pályára helyezték. Az első áthelyezés után megmaradt régi, keskenyvágányú szakaszon jár a turisták körében igen népszerű Pichi Richi Railway múzeumvasút.
A második áthelyezés után megmaradt szakaszon szénszállító vonatok járnak a Leigh Creek-i szénbányából közvetlenül a Port Augustai erőművekbe és a Whyalla-i vasműbe. Leigh Creek és Whyalla irányába kizárólag szénszállító tehervonatok járnak. A szerelvények általában 161 kocsiból állnak, három összekapcsolt mozdony húzza őket, hosszuk közel három kilométer. Az erőművek és a szénbánya 2016-ban esedékes bezárása után a vasútvonal sorsa bizonytalanná válik.
A Perth, Darwin és Adelaide irányokba is főként tehervonatok járnak. Egy nagyobb teherpályaudvar van a városban, a rendező-pályaudvar a város északi szélén található. A várostól északra két vasúti híd található. A közelebbi csak a Whyalla-i teherforgalmát szolgálja, a távolabbin járnak a Darwin és Perth felé tartó személy és tehervonatok, neve Yorkey's Crossing. Utóbbinál mint érdekesség, az új mellett látható a már nem használatos régi híd is.

### Közúti közlekedés
Port Augustából közvetlenül négy fő útvonal indul, ezek a Darwin felé tartó, több ezer kilométer hosszú A-87-es Stuart Highway, az Adelaide és Perth közötti A-1-es Eyre Highway, a Quorn és Marree felé vezető B-83-as Hawker-Stirling-North Road, mely a turisztikailag igen fontos Oodnadatta Track földútban folytatódik. A város közelében több, kisebb jelentőségű közút is elágazik, pl. Whyalla irányába.
A városban három helyi buszvonal van, az 570, 571 és 572. Óránként járnak, de csak kb. 9 és 17 óra között.  Távolsági buszok több irányba is indulnak. Adelaide irányába pl. óránként, Darwin fele naponta, Peterborough felé viszont csak heti egy járat ven.

### Légiközlekedés
A városnak saját repülőtere van, melyből naponta kétszer indul gép Adelaide felé.

## Gazdaság
A város gazdaságának alapját két hatalmas erőmű adja, a 240 megawattos Playford B és az 520 megawattos Northern erőmű. A kettő adja Dél-Ausztrália teljes áramszükségletének harmadát, széndioxid kibocsátásának a felét. A gigantikus légszennyezés miatt mindkét erőművet 2016 tavaszán bezárják, akárcsak az ezeket szénnel ellátó Leigh Creek-i bányákat.
A vízhiány enyhítésére hozták létre a napenergiával működő Point Paterson Desalination Plant édesvízelőállító üzemet, mely másodlagosan tengeri sót is előállít a Spencer Gulf vizéből.
A városban működik az állam egyik legnagyobb börtöne, mely tanítással, szakképzéssel és értelmes munkával elsősorban a nevelésre és jó útra térítésre helyezi a hangsúlyt.

## Videók
- https://www.youtube.com/watch?v=IYPscX0sJ0w városismertető
- https://www.youtube.com/watch?v=dwOslGVt8Zk szénszállító vonat